# Psychologia biznesu
Psychologia biznesu – dziedzina nauki zajmująca się aplikacją teorii psychologii w warunkach biznesowych, stosowana w celu zwiększenia efektywności pracowników i konkurencyjności organizacji.
Psychologia biznesu jest dyscypliną stosowaną w szeroko rozumianym otoczeniu organizacji, obejmującą pracowników, kadrę zarządzającą, akcjonariuszy firmy, producentów i klientów. Bada zachowania, emocje i postawy ludzi związanych z organizacją.
Przyczynia się do sprawnego funkcjonowania organizacji przez wpływanie na wydajność i satysfakcję pracowników, badanie warunków i atmosfery pracy, zwiększanie efektywności kadry zarządzającej oraz wykorzystanie potencjału marki poprzez reklamę.
Główne obszary zainteresowania psychologii biznesu to przywództwo, procesy grupowe, kultura organizacji, motywacja i satysfakcja pracowników, komunikacja w organizacji, zarządzanie zasobami ludzkimi i obsługa klienta.

## Geneza
Założenia psychologii biznesu są wykorzystywane w celu osiągnięcia pełnego potencjału danej gałęzi biznesu i pracowników, przy zachowaniu odpowiedniego poziomu satysfakcji z wykonywanej pracy.
Geneza psychologii biznesu jest tożsama z powstaniem psychologii pracy i organizacji. Ta dziedzina psychologii stosowanej powstała podczas I wojny światowej, z potrzeby szybkiej i efektywnej selekcji żołnierzy przydzielanych do odpowiednich posterunków. Psychologia pracy i organizacji, a wraz z nią psychologia biznesu, zdobyła większy rozgłos i popularność po II wojnie światowej, wraz z pracami takich badaczy, jak Kurt Lewin i Muzafer Sherif.
Pionierem w dziedzinie psychologii biznesu był Herbert Simon, który w 1978 r. zdobył Nagrodę Nobla. Zajmował się teorią zarządzania, podejmowaniem decyzji oraz psychologią organizacji.
Jednym z najbardziej znanych współczesnych przedstawicieli tej dziedziny jest Daniel Kahneman, zdobywca Nagrody Nobla w roku 2002. Zajmował się teorią ryzyka, podejmowaniem decyzji oraz heurystyk poznawczych. Jest jednym z twórców ekonomii behawioralnej. W Polsce w dziedzinie psychologii ekonomicznej działa dr hab. prof. Tomasz Zaleśkiewicz (autor książki „Racjonalność decyzji. Pewność i ryzyko?” wspólnie z Tadeuszem Tyszką), redaktor naukowy książki „Psychologia umysłu” (ze Zbigniewem Piskorzem) oraz autor licznych artykułów naukowych i popularnonaukowych z zakresu psychologii ekonomicznej.

## Obszar działania
Wykorzystywanie psychologii w biznesie wiąże się z wieloma dziedzinami.

### Ekonomia
Fundamentalną z nich jest bez wątpienia ekonomia. Psychologię jako podstawę badań nad zachowaniami ekonomicznymi podzielić można na kilka obszarów. Po pierwsze skupia się na zachowaniach konsumenckich. Ta natomiast zajmuje się zagadnieniami takimi jak: badanie osobowości, motywacji, emocji oraz potrzeb konsumentów. Po drugie psychologia biznesu bada zachowania w zakresie finansów. W tej dziedzinie porusza się tematykę psychologii pieniądza, oszczędzania, zachowań inwestycyjnych. Po trzecie psychologia biznesu zajmuje się kwestią podejmowania ryzyka oraz psychologią decyzji.

### Marketing i reklama
Innymi dziedzinami, na których opiera się psychologia biznesu to marketing i reklama. Sama psychologia w tych zakresach pełni bardzo ważną rolę. Bada zachowania ludzkie oraz wpływ technik, które wykorzystywane są w marketingu bądź reklamie. Określenie preferencji potencjalnego klienta to pierwszy krok do sukcesu. W samej reklamie wykorzystywanie psychologii jest bardzo częste np. język korzyści, system tzw. kanapki oraz inne. W pokrewnej dziedzinie Public relations przy tworzeniu marki, logo czy wystroju, psychologia jest wręcz podstawą (np. psychologia koloru, kształtu itp.). Najważniejsze jest aby wpłynąć bezpośrednio na konsumenta i jego potrzeby, zaciekawić, zwrócić swoją uwagę, aby zakupił oferowany towar bądź usługę.

### Zarządzanie
Psychologia zarządzania również pełni istotną rolę w pojęciu współczesnej psychologii biznesu. Odnosi się do zarządzania zarówno firmą i jak zasobami ludzkimi (np. motywowanie pracowników, kierowanie ludźmi czy dobór kadr).

## Wykorzystywanie we współczesności
Współcześnie, psychologowie biznesu najczęściej pracują jako konsultanci zatrudniani w celu poprawy efektywności pracowników i usprawnienia procesu komunikacji. Często współpracują z działem HR (zasoby ludzkie), podczas tworzenia szkoleń i systemów selekcji pracowników, takich jak assessment center, bądź z działem Public Relations, w celu stworzenia strategii marketingowej. Założenia teoretyczne psychologii biznesu są wykorzystywane do badań nad zachowaniami zarówno społeczeństwa (zachowania finansowe, podejmowanie decyzji ryzykownych), jak i samych procesów ekonomicznych (np. giełda), a także w centrach badań rynkowych, firmach doradczych, bankach, organizacjach, firmach doradczo-inwestycyjnych, firmach konsultingowych, funduszach powierniczych, kancelariach adwokackich (przygotowanie psychologicznych ekspertyz w sytuacji podejrzenia naruszenia prawa znaku towarowego przez firmy konkurencyjne lub nieuczciwej reklamy) oraz innych stanowiskach. Poprzez korzystanie z tak wielu dziedzin psychologia biznesu jest tematem wielu szkoleń (pracowników, menedżerów, dyrektorów, prezesów).
Jako dziedzina akademicka, psychologia biznesu jest kierunkiem oferowanym na wielu uczelniach w Stanach Zjednoczonych i Wielkiej Brytanii. Uczelniami, które dają możliwość studiowania tego kierunku w Polsce jest m.in. Wyższa Szkoła Bankowa w Toruniu, która studia pierwszego stopnia prowadzi od 2013 r. Wcześniej przez kilka lat specjalność psychologia w biznesie była oferowana na kierunku zarządzanie. Inną uczelnią jest Szkoła Wyższa Psychologii Społecznej. Jako jedne z pierwszych w Europie (w 2003 roku) zostały uruchomione studia podyplomowe „Psychologia biznesu dla menedżerów” na Akademii Leona Koźmińskiego w Warszawie.